# Marco Pighetti
Marco Pighetti (* 15. Oktober 1963 in Wiesbaden) ist ein ehemaliger hessischer Politiker (SPD) und Abgeordneter des Hessischen Landtags.

## Ausbildung und Beruf
Nach dem Abitur im Jahr 1981 studierte Pighetti Mathematik und schloss dieses Studium 1990 als Diplom-Mathematiker ab. Ab 1991 war er Angestellter der Deutschen Bank. Seit 2008 arbeitet er dort wieder in der IT.

## Politik
Pighetti ist Mitglied der SPD und war von Mai 2000 bis 5. Januar 2007 SPD-Vorsitzender Wiesbaden.
Von 1997 bis 2000 war er Mitglied des Stadtparlaments Wiesbaden.
Er war in der Wahlperiode 2003 bis 2008 Abgeordneter des Hessischen Landtags und dort Mitglied im Haushaltsausschuss, Petitionsausschuss, Unterausschuss für Heimatvertriebene, Aussiedler, Flüchtlinge und Wiedergutmachung, Untersuchungsausschuss 16/3, dem Beirat „Haus der Heimat“, der Härtefallkommission beim Hessischen Minister des Innern und für Sport und dem Verwaltungsausschuss beim Staatstheater Wiesbaden.